# Municipalité de Kalvarija
La municipalité de Kalvarija (en lituanien : Kalvarijos savivaldybė) est l'une des 60 municipalités de Lituanie. Son chef-lieu est Kalvarija.

## Seniūnijos de la municipalité de Kalvarija

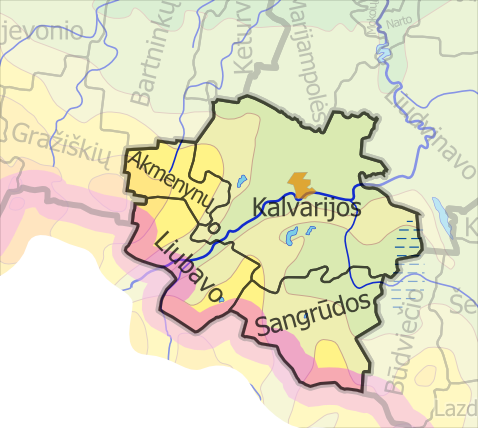
Seniūnijos de la municipalité de Kalvarija

- Akmenynų seniūnija (Akmenynai)
- Kalvarijos seniūnija (Kalvarija)
- Liubavo seniūnija (Liubavas)
- Sangrūdos seniūnija (Sangrūda)